# Гороховецький район
Гороховецький райо́н — адміністративна одиниця Росії, розташована на сході Владимирської області. До складу району входять 1 міське та 3 сільських поселення.
Адміністративний центр — місто Гороховець.

## Відомі уродженці
- Батаров Михайло Федорович (1919—1990) — льотчик-винищувач, Герой Радянського Союзу.